# Grijze dwergspecht
De grijze dwergspecht (Picumnus granadensis) is een vogel uit de familie Picidae (spechten).

## Verspreiding en leefgebied
Deze soort is endemisch in noordwestelijk Colombia en telt twee ondersoorten:
- P. g. antioquensis: noordwestelijk Colombia.
- P. g. granadensis: westelijk Colombia.

## Status
De grootte van de populatie is niet gekwantificeerd maar de soort wordt omschreven als tamelijk algemeen. Op de Rode lijst van de IUCN heeft deze soort de status niet bedreigd.